# Jaroslav Navrátil (calciatore)
Jaroslav Navrátil (Hustopeče, 1º gennaio 1992) è un calciatore ceco, attaccante del Nyíregyháza.

## Carriera
Dopo aver giocato due stagioni in patria nel Breclav, nel gennaio del 2012 si trasferisce nei Paesi Bassi, all'Heracles Almelo, giocando 4 partite in Eredivisie nella stagione 2012-2013.